# Pesnja goda
Pesnja goda (ryska: Песня года, årets sång) är en rysk (tidigare sovjetisk) tv-sänd populärmusikfestival i Moskva som har arrangerats årligen sedan 1971. Finalen sänds i början av januari, men olika förberedande evenemang hålls under december. Fram till år 2000 hette arrangemanget bara Песня-71 (sång-71) och så vidare, men numera är namnet lite längre "Песня года 2001" (årets sång 2001).
Över åren har festivalen utvecklats i takt med den gradvisa liberaliseringen av det sovjetiska/ryska samhället. Från början valdes deltagarna ut på strikt ideologisk grund. Under perestrojkan bröts flera tabun ner. Efter Sovjetunionens sammanbrott 1991 ställdes festivalen in, men redan 1993 återupplivades den.
De artister som deltagit flest gånger är Sofia Rotaru (72 sånger under 37 festivaler), Lev Lesjtjenko (58 sånger), Josif Kobzon, Muslim Magomajev, Alla Pugatjova, Valerij Leontiev och Edyta Piecha. De mest kända programledarna är Angelina Vovk och Eugenij Mensjov.
Finalkonserten hölls 1971-1991 i tv-palatset "Ostankino", 1985 i sportpalatset "Dynamo", 1993-1997, 1999-2003 och 2005 i Kreml, 1998 på hotell Cosmos, 2004 i GTSKZ Rossia och 2006-2008 i sportarenan Olimpijskij (med 22 tusen sittplatser).